# 弗朗切斯科·彼特拉克
弗朗切斯科·彼特拉克（義大利語：Francesco di Petracco，1304年7月20日—1374年7月19日），或譯彼托拉克、佩脫拉克，意大利学者、诗人和早期人文主义者，因其主張以「人的學問代替神的學問」，亦被視為人文主义之父。

## 生平
彼特拉克於1304年出生在意大利佛罗伦萨附近的阿雷佐，父亲是律師兼法院公证人。他的童年是在靠近佛罗伦萨的因奇萨乡村中度过的，因而養成他的托斯卡尼口音，日後以此方言寫出了許多動人的詩歌。
他的父亲，瑟·彼特拉克（Ser Petracco）和但丁一起于1302年被貴族的「黑党」（Neri）政权从佛罗伦萨放逐。瑟与其家人追随从1309年教会分裂中迁居亞維農的教宗克萊孟五世迁至亞維農居住，他的早年就在那里度过。
1317年到1320年他在法国的蒙彼利埃大学就学，1320年到1326年在意大利北部的博洛尼亚学习。尽管他父亲希望彼特拉克学习法律和宗教，但是他的主要兴趣却在于写作和古羅馬文學，常与他的朋友薄伽丘分享他的（创作）激情。为了搜寻拉丁語寫成的经典和手稿，他不惜穿梭于法国、德国、意大利和西班牙。随着他的首部大型作品《阿非利加》（Africa，一部关于大西庇阿的拉丁文史诗）的出炉，彼特拉克成为了欧洲的名人。
1326年，他父亲过世后，彼特拉克又回到了亞維農。在那里，他供职于不同事务所。作为一个学者和诗人，他在短时间内就名气大增。1341年在罗马，他获得了诗人桂冠。作为大使他在欧洲旅游甚广，是位多产的作者。旅行时他注重收集古人的手稿，以此整理重现古罗马和希腊文人的精神内涵。作为该活动的主要发起人之一，他说：“每一位我所重新发现的古代著名作者，都是上一代的新罪证和又一个不光彩行为的证明。他们不仅不满足于自己的无耻的无所作为，还任由别人思想的硕果和祖先辛苦的劳作和缜密的观察写就的作品因为他们令人不堪容忍的忽视而消亡。”就这样，他创造了“黑暗時代”的概念。
1336年4月26日，彼特拉克和他的兄弟以及另外两个同行者爬到了旺度山的山顶（1,909米）。他记述了这次旅行，很久以后他把它写成一封信给他的朋友狄奥尼吉·博尔戈·圣塞波尔克罗。在那时，登山本身没有其他原因是很罕见的。因此1336年4月26日被认定为“登山运动”的诞辰日，他本人也被称为“登山运动之父”。
晚年，作为国际级的学者和著名的旅行家，他游历于意大利的北部。虽然他终身未婚，但是却和一个或者几个女人生有三个孩子（后人不清楚到底是几个女人）：子喬凡尼，1337年生于亞維農；女儿法蘭切絲卡，1343年生于沃克吕兹省；喬凡尼1361年在瘟疫中离世。弗朗切斯卡和法蘭切斯庫洛·達布罗萨诺（他后来成为彼特拉克遗嘱的执行人）结了婚。1362年，他们的长女艾萊塔出生后不久，为了躲避当时肆虐部分欧洲的瘟疫，他们到威尼斯与佩脫拉克团聚。彼特拉克的第二个孙子（女），弗朗切斯科，生于1366年，但是不到两周岁就夭折了。
佩脫拉克于1367年左右在帕多瓦定居。在那里，他的余生沉浸于宗教沉思中。1374年7月18日，彼特拉克在尤加尼安山的阿尔夸离世。

## 关于劳拉诗作
1327年，一位名為蘿拉的女士在亞維儂的聖克萊教堂出演Rime sparse（“离散的旋律”）。她的身影激发了彼特拉克旷日持久的创作冲力。后来那些沿袭他的格的文艺复兴诗人们把这三六六首诗的合集称为《Canzoniere》（《歌本》或《歌謠本》）或《薄霧集》（義大利文：Rime Sparse）。劳拉本人可能就是Laure de Noves, Hugues de Sade（Marquis de Sade的一个祖先)的妻子，或者，她只是理想化的或者虛構人物。在彼特拉克的诗中，劳拉的表现不同于大家熟知的遊吟诗人和他们的高贵的恋爱（courtly love）。她的出现使彼特拉克体会到了不可言传的愉悦，但是他不求回报的爱恋使得这种情绪很难持久，除了说她看起来很可爱，有一头金发和谦虚高贵的气质外，在彼特拉克的作品中几乎没有关于劳拉的确定详细信息。
劳拉和彼特拉克从来没有见过面。因而彼特拉克把他的感情全部倾注到作品中。他的诗是感叹的，不是劝诱的。他的散文表现出对男人追逐妇女的蔑视。在1348年劳拉离世时，诗人的哀伤和他以前的绝望一样难以忍受。后来，在《给后人的信》中，诗人写道：“我年轻时，我曾一直和那无法抵抗的，但是纯洁的，我唯一的爱，斗争。如果不是她的早逝，我会继续斗争下去，（斗争）痛苦，但是对我是有益的。斗争把那团火熄灭。我常常希望我能说我完全自由于肉体的欲望了，但是我知道，那样我是在说谎。”
意大利式十四行诗（Petrarchan Sonnet）一词即来源于他。浪漫作曲家李斯特为他的三首十四行诗（47，104和123）加谱成歌，名为"Tre sonetti del Petrarca"（意即“彼特拉克的三首十四行诗”）。后来作曲家把它列为了Années de Pélerinage II - Italie 组曲（《巡禮之年》第二集「意大利」）共七首鋼琴獨奏曲的中的第四、第五和第六首。

## 作品
在彼特拉克的拉丁語作品中，《De Viris Illustribus》是一部三部剧（Secretum）话剧，是于聖奧古斯丁的辩论；《Rerum Memorandarum Libri》是一部未完成的关于重要美德的论文；《De Remediis Utriusque Fortunae》是最流行的拉丁散文作品；《Itinerarium》是去圣地的导游书；《De Sui Ipsius Et Multorum Ignorantia》是反对亚里士多德学派的著作。值得注意的是，他的学术作品和史诗使用拉丁語书写，而他的十四行诗和合组歌（canzoni）则使用的是意大利语。

## 中譯作品
- 《歌集》彼特拉克著，李國慶、王行人譯，廣州：花城出版社，2000年12月
- 《秘密》彼特拉克著，方匡國譯，桂林：廣西師範大學出版社，2008年4月

## 遗产
2003年11月，据说病理解剖学家将会从阿尔夸彼得拉尔卡的棺材中发掘彼特拉克的骨骸，来验证19世纪的关于他身高1.83米的说法。如果这个说法属实的话，可以断定的是他本人是非常高的。此外，这个小组还希望重构他的头盖骨，以期得到关于他身体特征的计算化形象。但不幸的是，经过2004年的DNA检测证明，棺材中的头骨并不是他的。